# بولينا فيغا
بولينا فيغا دييبا (بالإسبانية: Paulina Vega Dieppa) وهي ملكة جمال كولومبية ولدت في يوم 15 يناير 1993 في مدينة بارانكويلا في كولومبيا وهي الفائزة بمسابقة ملكة جمال الكون لسنة 2014 والفائزة بلقب ملكة جمال كولومبيا لسنة 2013.

## روابط خارجية
- بولينا فيغا على موقع IMDb (الإنجليزية)